# Vicomte de Valmont
Le vicomte de Valmont est, avec la marquise de Merteuil, le personnage principal du roman épistolaire Les Liaisons dangereuses de Choderlos de Laclos. Il est l'ancien amant et le complice de celle-ci ; tous deux ont en commun de mener une vie de libertinage amoureux.

## Description
On sait peu de choses sur la jeunesse du vicomte de Valmont, mais on nous avertit assez de son passé de séducteur hors pair. Il s'affirme en tant que libertin, il tient à sa liberté et méprise le monde en général. Il met au point des stratégies poussées de séduction des femmes qu'il méprise dans un but purement narcissique, celui de se prouver qu'il vaut mieux que les autres hommes. Son talent d'écriture se manifeste par un cynisme qui fait écho à celui de la marquise de Merteuil, sa grande complice. 
Bien qu'il semble tenir à une certaine liberté, due à son libertinage amoureux, son amour pour Mme de Merteuil le pousse à exécuter généralement toutes ses volontés, non sans quelques protestations que lui dicte son amour-propre. La marquise aime aussi Valmont mais s'obstine à le mettre continuellement à l'épreuve afin qu'il lui prouve qu'elle est sa préférée, ce jeu dangereux s'achèvera par la fin tragique de Valmont.
La marquise de Merteuil tente de manipuler Valmont pour assouvir une vengeance personnelle envers le comte de Gercourt, qui a été l'un de ses innombrables amants. Mais le vicomte refuse tout d'abord de séduire celle qui doit l'épouser, la jeune Cécile de Volanges (le stratagème de la marquise de Merteuil est d'humilier Gercourt en lui livrant une jeune femme qui l'aurait déjà trompé en n'étant plus vierge). Le vicomte préfère concentrer ses efforts sur une autre femme, austère et religieuse, la présidente de Tourvel ; la séduire lui paraît en effet un défi bien plus difficile que de se faire aimer par une adolescente inexpérimentée. Puis, apprenant que Madame de Volanges (la mère de Cécile) le dessert auprès de « sa belle Dévote », il se décide à obéir à la marquise et à séduire la fille de Mme de Volanges.
Sa relation avec la marquise de Merteuil est assez ambiguë ; ils ont anciennement été amants et entretiennent une correspondance suivie. Il tente depuis longtemps de devenir à nouveau l'amant de la marquise ; cependant celle-ci se refuse à lui, à de multiples reprises, lui imposant toujours davantage de conditions. Il lui propose un pari : s'il séduit la présidente de Tourvel, elle devra enfin lui céder. Il évoque souvent une jalousie à l'égard des amants de Merteuil et la complimente régulièrement pour son talent de séductrice.
Toutefois il semble que son amour pour la présidente prenne le dessus ; il se montre dans sa correspondance de plus en plus lyrique (il se dit plusieurs fois amoureux) et ses compliments se tournent bientôt vers « sa Belle ». La marquise de Merteuil, jalouse de l'emprise que semble avoir la présidente sur le vicomte, supporte de plus en plus mal son évocation. Dans une dernière tentative pour que Valmont lui appartienne tout entier, elle met son ami au défi d'abandonner Madame de Tourvel après l'avoir séduite. Valmont accepte, et demande en échange que la marquise et lui redeviennent amants. Bien qu'il ait sacrifié sa présidente de Tourvel (qui l'aimait éperdument, la nouvelle de leur rupture causant une grave maladie) à Mme de Merteuil, celle-ci, perfide jusqu'à la fin, ne tiendra jamais parole.
Le vicomte de Valmont meurt dans un duel qui l'oppose au chevalier Danceny, l'amant de Cécile Volanges, tandis que la présidente succombe à ses souffrances. À sa mort, il laisse les lettres de sa correspondance avec la marquise de Merteuil, pour que l'innocent Danceny apprenne qui elle était. Après la divulgation de ses secrets, le tout-Paris se retourne contre la marquise, qui contracte alors la petite vérole, qui la laisse, en punition de tous ses crimes, défigurée. 

## Inspiration
Pour créer son personnage du vicomte de Valmont, Laclos se serait inspiré du vicomte Alexandre de Beauharnais, premier époux de Joséphine de Beauharnais.
Laclos reconnaît avoir trouvé quelques sources d'inspiration lors d'un séjour à Grenoble. Officier d'artillerie et spécialiste des boulets, il est en effet en garnison dans la capitale du Dauphiné en 1775. Il y aurait fait la rencontre de quelques figures caractéristiques de la société la plus licencieuse de son époque, parmi lesquelles celle d'un de ses cousins, le comte Paulin de Barral, seigneur d'Allevard, ancien mousquetaire, maître de forges et fabricant de boulets, réputé être un libertin scandaleux.
On retrouve aussi de grandes ressemblances entre le vicomte de Valmont et le personnage de Versac, issu des Égarements du cœur et de l'esprit, roman de Crébillon fils (1736).

## Incarnations

### À l'écran
Le personnage a entre autres été incarné :
- en 1959, dans Les Liaisons dangereuses 1960 de Roger Vadim, par Gérard Philipe
- en 1980, dans Les Liaisons dangereuses de Claude Barma, par Jean-Pierre Bouvier
- en 1980, dans Nebezpecné známosti de Miloslav Luther, par Juraj Kukura
- en 1988, dans Les Liaisons dangereuses de Stephen Frears, par John Malkovich
- en 1989, dans Valmont de Miloš Forman, par Colin Firth
- en 1994, dans Les Liaisons dangereuses de Gary Halvorson, par Thomas Hampson
- en 1999, dans Sexe Intentions (Cruel Intentions ) de Roger Kumble, par Ryan Phillippe
- en 2001, dans Sexe Intentions 2 (Cruel Intentions 2) de Roger Kumble, par Robin Dunne
- en 2003, dans Les Liaisons dangereuses de Josée Dayan, par Rupert Everett
- en 2003, dans Untold Scandal de Lee Jae-yong, par Bae Yong-joon
- en 2012, dans Dangerous Liaisons de Jin-ho Hur, par Dong-kun Jang
- en 2022, dans Les Liaisons Dangereuses de Rachel Suissa, par Simon Rérolle
- en 2024, dans Cruel Intentions par Zac Burgess.

### Sur scène
- en 1987, dans Les liaisons dangereuses avec Alan Rickman et Lindsay Duncan Cela leur vaut une nomination aux Tony Award et aux Drama Desk Award et le prix du meilleur acteur au New-York Critics Circle Award pour Alan Rickman la même année.